# Kornhamnstorg
Het Kornhamnstorg is een driehoekig plein in Gamla Stan, in het hartje van Stockholm. Het meet ongeveer 90 bij 90 bij 140 meter, en grenst aan Riddarfjärden, een baai die deel uitmaakt van Mälaren.
Het plein werd waarschijnlijk aangelegd na de grote stadsbrand van 1625. Aanvankelijk heette het plein 'Åkaretorg', vanwege de aanwezigheid van paardenkarren op dit plein ('åkar' betekent 'transporteur'); later kreeg het de huidige naam, vanwege de - inmiddels verdwenen - graanhaven ('Kornhamn') bij dit plein.
Midden op het plein staat het standbeeld Bågspännaren, een in 1916 geplaatste sculptuur gemaakt door Christian Eriksson als gedenkteken voor de Engelbrekt-opstand.